# Фольмар VIII (граф Меца)
Фольмар VIII (нем. Folmar VIII; ум. 1145) — граф Меца и Хомбурга с 1111 года.
Сын Фольмара VII. Существуют разные варианты нумерации: Фольмар VIII, V или VI. Наследовал отцу в 1111 году.
С 1115 года, после смещения епископа Адальберона IV, и до назначения его преемника в течение нескольких лет являлся фактическим правителем светских владений духовного княжества (кроме самого города Мец).
В 1135 году основал аббатство Бопре (Beaupré).

## Семья
Был женат на Мехтильде Дагсбургской, дочери Альберта I де Моха, графа Дагсбурга и Эгисхейма, и его второй жены Эрменсенды Люксембургской. Дети:
- Гуго (ум. 1159 или позже), граф Хомбурга и Меца.
- Фольмар IX (ум. 1171), граф Люневиля, Хомбурга и Меца.
- Альберт, упом. 1147.
- Клеменция, жена Фольмара I, графа фон Блискастель.
- Агнесса, жена Людовика I, графа Лоона и Ринека.
- Адельгейда.

Сыновья Фольмара VIII умерли, не оставив наследников. После смерти Фольмара IX (1171) графства Люневиль, Хомбург и Мец достались Генриху Гуго X, графу Дагсбурга и Эгисхейма — его двоюродному брату по матери.
Некоторые историки считают, что Фольмар фон Мец, упоминаемый в документах 1113—1115 годов, и Фольмар фон Мец — основатель аббатства Бопре, — это два разных человека.